# ゼーアドラー (水雷艇)
ゼーアドラー (Seeadler) はドイツ海軍の水雷艇。1923型。

## 艦歴
1925年10月5日起工。1926年7月15日進水。1927年3月15日就役。
スペイン内戦中の1937年5月31日、装甲艦ドイッチュラントに対する爆撃の報復として装甲艦アドミラル・シェーア、水雷艇アルバトロスと共にスペインのアルメニアを砲撃した。
第二次世界大戦開戦後北海での機雷敷設などに従事する。1940年4月ヴェーゼル演習作戦にクリスチャンサン、アーレンダール攻略部隊として参加。その後フランスへ進出、機雷敷設などに従事。1940年10月11日、イギリス沿岸の海上交通妨害を目的として第5水雷隊（ゼーアドラーおよび水雷艇グライフ、コンドル、ファルケ、ヴォルフ）はシェルブールから出撃。11日から12日の夜に第5水雷隊は武装トローラーListrac、Warwick Deepingと自由フランスの駆潜艇CH6、CH7を撃沈した。帰路、ワイト島南南西沖でイギリス第5駆逐隊（駆逐艦ジャッカル、ジャガー、ジュピター、ケルヴィン、キプリング）と遭遇し追撃を受けるが、振り切ってシェルブールに帰投した。
1942年2月セルベルス作戦参加。3月13日ファルケ、コンドル、イルティス、ヤグアーなどと共に大西洋へ出撃する仮装巡洋艦ミヒェルの護衛として出撃。イギリスのMTBや駆逐艦と交戦。5月12日ファルケ、コンドル、イルティスと共に仮装巡洋艦シュティーアを護衛して出撃。13日ドーバー海峡でイギリスのMTBの攻撃を受け沈没。